# Sponde (satèl·lit)
Sponde (del grec Σπονδή) o Júpiter XXXVI és un satèl·lit natural retrògrad irregular del planeta Júpiter. Fou descobert l'any 2001 per un equip de la Universitat de Hawaii liderat per Scott Sheppard i rebé la designació provisional de S/2001 J 5.

## Característiques
Sponde té un diàmetre d'uns 2 quilòmetres, i orbita Júpiter a una distància mitjana de 24,253 milions de km en 771,604 dies, a una inclinació de 154 º a l'eclíptica (156° a l'equador de Júpiter), en una direcció retrògrada i amb una excentricitat de 0,443.
Pertany al grup de Pasífae, compost pels satèl·lits irregulars retrògrads de Júpiter en òrbites entre els 23 i 24 milions de km i en una inclinació entre el 144,5° i els 158,3° .

## Denominació
El satèl·lit deu el seu nom al personatge de la mitologia grega Sponde, una de les Hores, filla de Zeus i Temis. Sponde presidia les libacions posteriors al dinar.
Rebé el nom definitiu de Sponde a l'agost de 2003. Anteriorment havia tingut la designació provisional de S/2001 J 5, que indica que fou el cinquè satèl·lit fotografiat per primera vegada l'any 2001.